# HD 116087
HD 116087 ( eller HR 5035) är en antagen dubbelstjärna i den södra delen av stjärnbilden Kentauren som också har Bayer-beteckningen J Centauri. Den har en kombinerad skenbar magnitud av ca 4,51 och är svagt synlig för blotta ögat där ljusföroreningar ej förekommer. Baserat på parallaxmätning inom Hipparcosuppdraget på ca 9,2 mas, beräknas den befinna sig på ett avstånd på ca 350 ljusår (ca 109 parsek) från solen. Den rör sig bort från solen med en heliocentrisk radialhastighet på ca 6 km/s och kan ingå i OB-föreningen Scorpius-Centaurus. Den är en av de närmaste nyligen bildade stjärnorna.

## Egenskaper
Primärstjärnan HD 116087 är en blå stjärna i huvudserien av spektralklass B3 V. Den har en radie som är ca 2,4 solradier och har ca 500 gånger solens utstrålning av energi från dess fotosfär vid en effektiv temperatur av ca 24 000 K.